# 公哥儿监藏班藏卜
公哥兒监藏·班藏卜（藏語：ཀུན་དགའ་རྒྱལ་མཚན་，威利转写：kun dga' rgyal mtshan，1310年—1359年），即贡噶坚赞·贝桑布（班藏卜/贝桑布，藏語：དཔལ་བཟང་པོ་，威利转写：dPal bZang-po，「善的」「好的」之意，为加于祖古名字之后的尊称而非名字），藏族，藏传佛教萨迦派高僧，元朝帝师。

## 生平
《元史》中没有记载公哥兒监藏班藏卜的任职经过。《佛祖历代通载》卷二二“癸酉（1333年），今上皇帝万万岁，六月初八日登宝位，改元元统元年，礼请公哥儿监藏班藏卜为帝师。”《释氏稽古略》续集卷一有同样记载。
《萨迦世系史》载，他是八思巴侄孙，贡噶洛追坚赞的异母弟，帝师贡噶勒贝迥乃坚赞的同母弟，属于萨斯迦款氏家族拉康拉章。他先被元朝封为镇国公、国师，后来元朝朝廷遣使来迎，乃于22岁时（1332年，元文宗至顺三年）来到朝廷，在朝廷任帝师27年。次年，被元顺帝任命为帝师。1336年四月十六日，奉帝命，赐乌思藏宣慰使司等处官员法旨，告诫当地行政官员、寺院堪布、万户长、千户长，将两个加措地方之寺辖领地赐予沙鲁寺，供祝圣寿诵经及交纳贡物之用，任何人不得侵占。后在大都主要为元朝廷祈祷，作法诅咒叛乱诸事。49岁时（1359年）在大都圆寂。他出家前娶有两位妻子，长妻生子大元却吉坚赞（1332年－1359年），获封大元国师、镇国公，赐金印，曾任元顺帝的太子爱猷识理达腊的上师，圆寂于汉地。次妻生子大元洛追坚赞贝桑布（1332年－1364年），获封大元国师。
《萨迦世系史》还记载他曾作法退去海溢，用法术帮元军攻打叛军等等。